# Sittlichkeitsverein
Der Sittlichkeitsverein war eine soziale Bewegung des späten 19. Jahrhunderts, die versuchte, Prostitution und andere sexuelle Aktivitäten abzuschaffen, die nach christlicher Moral als unmoralisch galten. Die Bewegung war von den späten 1860er bis etwa 1910 in englischsprachigen Nationen aktiv und übte einen wichtigen Einfluss auf die zeitgenössischen feministischen, Eugenik- und Geburtenkontrollbewegungen aus.
Die Wurzeln des Sittlichkeitsvereins lagen in moralischen Reformbewegungen des frühen 19. Jahrhunderts, wie radikaler Utopie, Abolitionismus und der Mäßigungsbewegung. Im späten 19. Jahrhundert war „sozial“ ein Euphemismus für „sexuell“; die Bewegung bildete sich zuerst gegen die Legalisierung und Regulierung der Prostitution und breitete sich schnell auf andere geschlechtsbezogene Themen wie die Anhebung des Zustimmungsalters, die sexuelle Trennung von Gefängnissen, die Ablehnung der Empfängnisverhütung, die Verhinderung von „weißer Sklaverei“ und die Zensur von Pornografie aus.

## Einfluss
Der schnelle Wandel in der amerikanischen Gesellschaft zeigte sich in Mäßigung, Frauenrechten, evangelikalen Erweckern und Arbeiterrechtsbewegungen. Geboren aus einigen umstrittenen Bewegungen hinterließ der Sittlichkeitsverein  in den Vereinigten Staaten ein dauerhaftes Vermächtnis an Sexualethik und weiblicher Körperautonomie. Obwohl sich diese Bewegung hauptsächlich auf die spezifische Aufgabe der Beseitigung der Prostitution konzentrierte, hatten ihre Befürworter unterschiedliche Agenden und die Ergebnisse dieser Bewegung waren von der ursprünglichen Aufgabe verzerrt. Evangelisation und eine allgemeine moralische Panik um Geschlechtskrankheiten schürten die Bewegung dazu, breite Unterstützung in der amerikanischen Öffentlichkeit zu erhalten, einschließlich der Unterstützung einiger Feministinnen und Konservativer gleichermaßen. Im Vorfeld des Sittlichkeitsvereins nahm die Prävalenz der Prostitution zu und es wurden Gespräche über die Legalisierung der Prostitution und die Regulierung ihres Handels geführt. Da der Schwerpunkt auf weißen Frauen liegt, insbesondere auf neu eingewanderten osteuropäischen weißen Frauen, war es entscheidend, dass die Popularität der Prostitution verringert wird, um die Reinheit weißer Frauen zu erhalten (daher soziale Reinheit). Prostitution wurde zwar nie legalisiert, aber der Sittlichkeitsverein war gegründet und fand andere Wege, Prostitution und andere Produkte der Lust zu dämpfen.

## The Mann Act (White Slave Traffic Act)
Der Sittlichkeitsverein kam unter dem 1910 verabschiedeten „White Slave Traffic Act“ auch bekannt als „Mann Act“, zum Tragen, das nach dem Politiker James Mann benannt wurde. Dieses Gesetz zielte ursprünglich darauf ab, den Transport von Frauen durch Männer über Staatsgrenzen zum Zwecke der „Prostitution oder Ausschweifung“ einzuschränken, wurde aber später geändert, um „jeden anderen unmoralischen Zweck“ aufzunehmen, der auf völlig unterschiedliche Weise interpretiert wurde. Das Mann-Gesetz wurde durch die Regulierung des Außenhandels ermöglicht, die Anfang der 1900er Jahre eine eigene philosophische Diskussion über die Agentur für Frauen führen konnte. Nach dem überarbeiteten Gesetz gemäß Abschnitt 3 wurde festgestellt, dass jeder Mann, der eine Frau über Staatsgrenzen hinweg transportiert, „mit der Absicht und dem Zweck einer solchen Person, dass diese Frau oder dieses Mädchen die Ausübung der Prostitution oder Ausschweifung oder einer anderen unmoralischen Praxis, ob mit oder ohne ihre Zustimmung, ausüben soll... eines Verbrechens als schuldig angesehen wird“.
Der Aufruf zum Handeln der Öffentlichkeit erfolgte in Form von Zeitungsartikeln mit „weißen Sklavenerzählungen“, die die tragische und „gemeinsame“ Situation enthüllten, in der sich Frauen, die ihr Zuhause verließen, befanden. Historiker haben dies als Teil einer „moralischen Panik“ bezeichnet, die während der progressiven Ära über die Vereinigten Staaten hinwegfegte, da Aktivisten und Organisationen in allen verschiedenen Teilen des amerikanischen Lebens auftauchten und die staatliche Intervention zur Verbreitung von Korruption forderten. Diese weißen Sklavenerzählungen verstärkten Annahmen, dass männliche Sexualität praktisch unkontrollierbar sei, bis hin zu dem Punkt, an dem sie sie zur Prostitution zwingen und entführten, und doch waren Frauen auch hilflos gegen diesen Zwang. Das Niveau, auf dem sich einige Frauen für Prostitution entschieden, im Vergleich zu denen, die dazu gezwungen wurden, ist unklar, aber die geschätzten Zahlen sind genug überschätzt, um Wissenschaftler zu der Annahme zu machen, dass ein Großteil dieser Panik schlecht informiert war. Es kann auch nicht ignoriert werden, dass „weiße Sklaverei“ eine direkte Verbindung zum vorherigen System der „Chattel-Sklaverei“ herstellt, und die Ähnlichkeiten oder Unterschiede zwischen diesen Systemen sollten als für die Bewegung relevant angesehen werden.